# Dülken
Dülken (Nederlands Dulken) is een stadsdeel van de gemeente Viersen in de Duitse deelstaat Noordrijn-Westfalen.

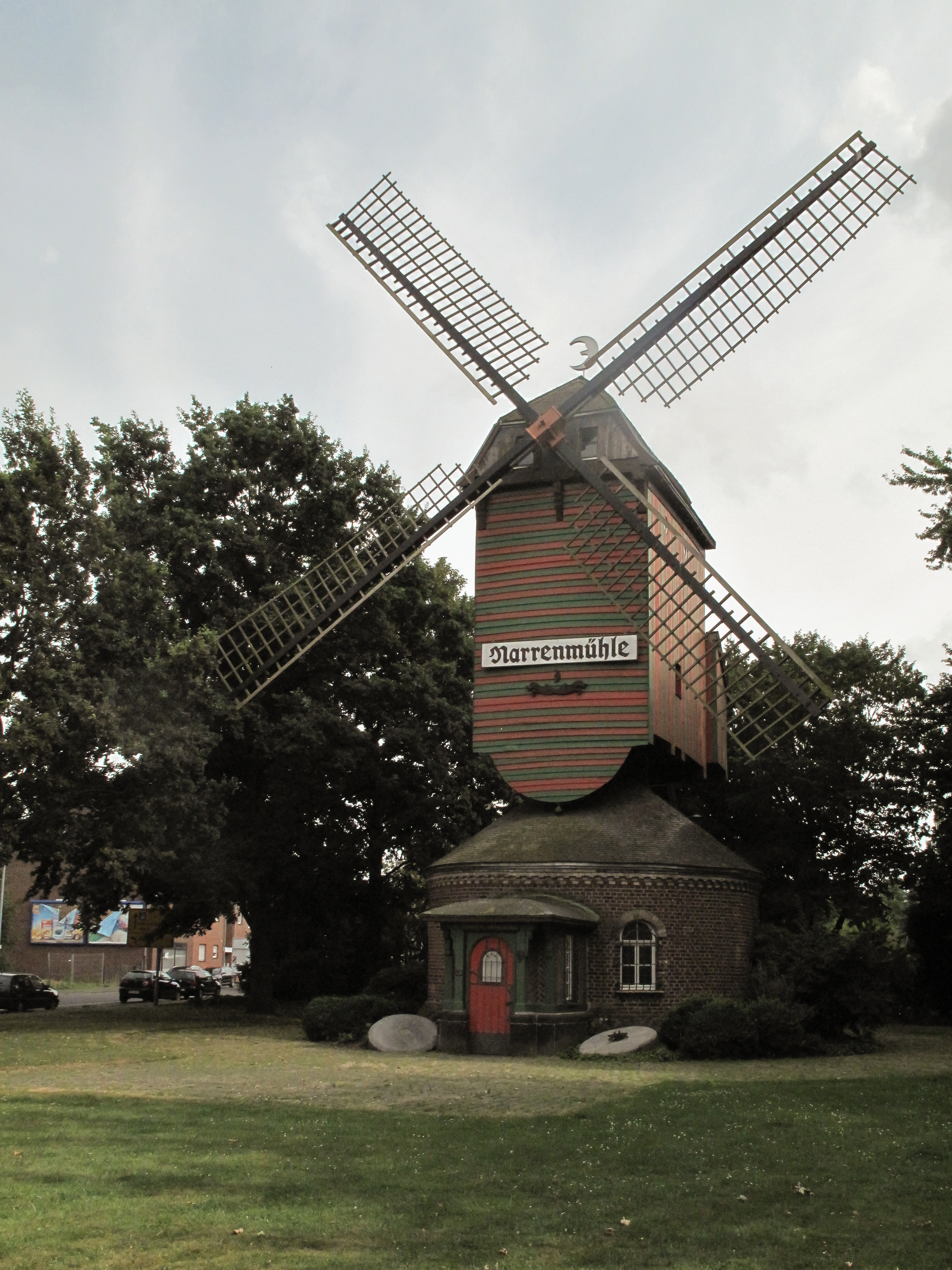
Dülken, molen: die Narrenmühle